# Kalsoyarfjørður
 (mars 2023).
Si vous disposez d'ouvrages ou d'articles de référence ou si vous connaissez des sites web de qualité traitant du thème abordé ici, merci de compléter l'article en donnant les références utiles à sa vérifiabilité et en les liant à la section « Notes et références ».
Le Kalsoyarfjørður (ˈkalsjaɹˌfjøːɹʊɹ), ou Kalsøfjord en danois, est un détroit des Îles Féroé situé entre les îles Kalsoy à l’ouest et Kunoy à l’est.

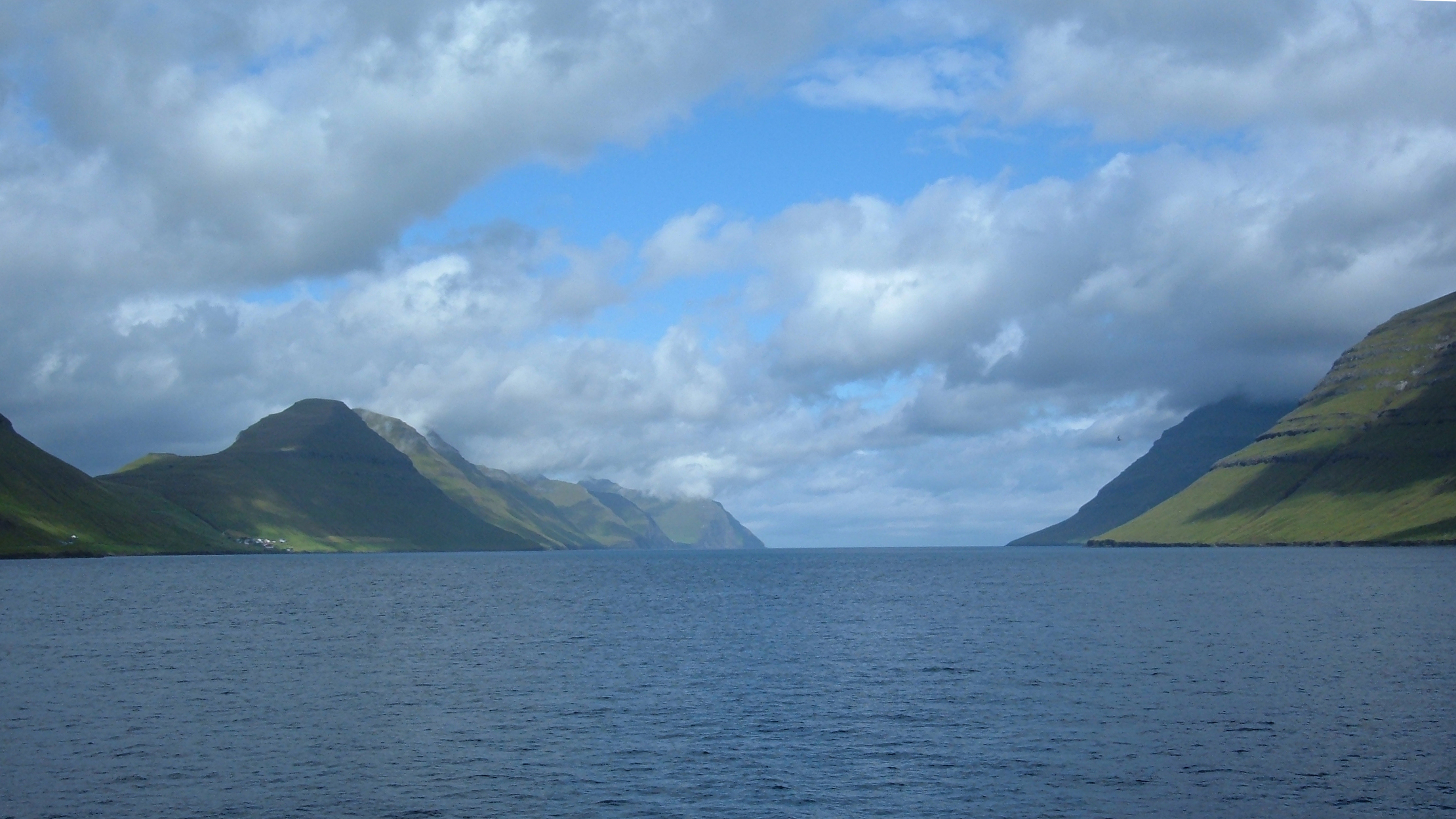
Le Kalsoyarfjørður et les îles Kalsoy (à gauche) et Kunoy (à droite).

Le détroit débouche au nord sur l’Atlantique et au sud sur le détroit du Leirvíksfjørður, entre Eysturoy et Borðoy.